# 楊漪珊
楊漪珊（7月1日—），出生于武汉市青山区红钢城，11岁与家人移居香港。曾留学于日本，後移民澳大利亚，90年代中期回流香港。曾在纽约、北京发展多个电影项目。现任香港艺术发展局文学出版项目申请审核员、香港大学全球创意产业学系讲师、香港浸会大学电影学院讲师、汕头大学文学院全球研究中心《数码文学实践》课程主领讲师、TOP100多媒体网络小说平台创办人，從事中、英文寫作，偏重影视编剧。

## 写作出品
（以下只包括售出并制作成品的记录）
1. 2012		《Dine with Boots》创意报告文学、澳大利亚文学杂誌出版。
2. 2012		《I know What Tear Is》英文小说、阿玛逊网出版。
3. 2012		《高举。爱》电影剧本。寰亚出品、邱礼涛导演、杜文泽／江若琳主演。
4. 2011		《出轨的女人》电影剧本。伍健雄监製、潘源良导演、夏文汐／吴家丽／叶璇主演。
5. 2010		《得閒炒饭》喜剧电影剧本。王晶出品、许鞍华执导、吴君如、周慧敏主演。
6. 2009		《Abandoned in Manchuria》英文报告文学。日本平民在二次世界大战後被遗留在东北的实况。英国伦敦Routledge出版社。2010底出版。全球发行。
7. 2009		《Culture Wise Hong Kong : Essential Guide to Culture & Business Etiquette》文化通手册。英国伦敦Natl Book Network出版。
8. 2008		《我不卖身、我卖子宫》写实喜剧电影剧本，被选爲2009年度亚洲电影节首映片，幷获得最佳女演员金马奖。
9. 2008		《我是香港人》粤语电视单元剧。RTHK外判节目。
10. 2008		《Pelma’s Tears》英文小说。具有东方色彩的哈利波特，与著名香港明星吴镇宇联名创作。
11. 2006		《性工作者十日谈》粤语写实电影剧本。被选爲2007年度亚洲电影节首映片。
12. 2006		《Whispers and Moans》英文报告文学。香港红灯区实况。
13. 2003		《性工作者》日语报告文学。讲谈出版社。
14. 2003		《给他们一个机会》粤语写实电影剧本。丘礼涛导演。天幕电影公司的出品。
15. 2002		《风流家族》粤语写实电影剧本。丘礼涛导演。
16. 2002		《古老生意新专业》中文报告文学。香港天地图书出版社
17. 2001		《等候董建华发落》粤语电影剧本。被柏林国际影展选爲2002年度的开幕片。
18. 1998		《等候董建华发落》中文小说，根据真人真事改编。
19. 1997		《寻找白金》中文小说。获香港艺术发展局之文学创作奖。

## 教育履历
1. 2011		香港大学文化领航研究员［专注文化产业的EMBA课程］研究经费由西九龙文化区管理局赞助。
2. 2006		香港大学文学院之博士学位研究课程
3. 人类学领域研究：移民行爲及移民者的文化延伸及变迁
4. 2002		人类学硕士学位。香港中文大学社会科学系
5. 2000		亚洲研究硕士学位。澳大利亚新纽省大学社会科学系
6. 1995		社会科学学位。澳大利亚麦觉理大学
7. 1982–4	留学东京、专攻日语。日本能力试最高级文凭

## 外部連結
- 楊漪珊的新浪微博
- 楊漪珊在互联网电影资料库（IMDb）上的資料（英文）（英文）
- 楊漪珊在香港影庫上的簡介
- 楊漪珊在豆瓣上的资料（简体中文）
- 楊漪珊在时光网上的簡介（简体中文）